# Windesheim in Almere
Hogeschool Windesheim in Almere (voorheen: Hogeschool Windesheim Flevoland) is een nevenvestiging van de gelijknamige hogeschool in Zwolle. De vestiging van hogeschool Windesheim in Almere bestaat sinds 2010.

## Opleidingen
In Almere biedt hogeschool Windesheim hoger beroepsonderwijs (21 bachelor- en 9 Ad-opleidingen) aan op het gebied van Business, Management en Recht, Welzijn en Gezondheid, Onderwijs en Techniek en ICT. De hogeschool biedt zowel opleidingen aan voor voltijd-, deeltijd-, blended learning- als duale studenten. 

## Locaties
De nevenvestiging van hogeschool Windesheim is gevestigd in Almere. Er wordt lesgegeven op vier locaties:
- Het gebouw de Landdrost aan de Hospitaaldreef.[2]
- De tweede verdieping van 'Stad College - het Baken' aan de Rooseveltweg voor de opleidingen Engineering, Bouwkunde en Ad Bouwkunde.[3]
- De vierde verdieping van 'de nieuwe bibliotheek' aan het Stadhuisplein voor de opleiding HBO-Rechten.[4]
- Het 'Circus' aan de Schutterstraat voor de opleidingen HBO-ICT, HBO-Rechten en Ad Software Development.[5]

## Ontwikkeling nieuwe campus
De gemeente Almere zal in samenwerking met Hogeschool Windesheim, Aeres, Vrije Universiteit, Universiteit van Amsterdam en Stichting DUWO een nieuwe campus ontwikkelen in Almere. Op deze campus komen het nieuwe onderwijsgebouw van Windesheim en 1250 studentenwoningen. Naast het onderwijsgebouw en de studentenwoningen komen er nieuwe campusvoorzieningen, bijvoorbeeld een boekwinkel, wasserette of een minisupermarkt. Onder de campus wordt een nieuwe parkeergarage gebouwd zodat er geen parkeerplekken worden verloren met de bouw van de campus. 
De bouw van de campus is opgeknipt in 3 fases:
- Fase 1a: Hogeschool Windesheim
- Fase 1b: de parkeergarage samen met de studentenwoningen die erboven liggen
- Fase 2: de woontoren

De meeste bouwwerkzaamheden zijn gepland in de periode 2024 - 2027.